# Провинция Бумбунга
Провинция Бумбунга — виртуальное государство, провозглашённое Алексом Брэкстоуном 29 марта 1976 года. Площадь самопровозглашенного государства — 4 гектара.
Провинция Бумбунга расположена на территории фермерского хозяйства Алекса Брэкстоуна в 137 км. к северо-востоку от города Аделаида, административного центра штата Южная Австралия. Ближайший город Лохьел расположен в 8 км.

## История
Будущий губернатор Провинции Бумбунга Алекс Брэкстоун (Alex Brackstone) работал дрессировщиком обезьян в бродячем цирке. Затем работал шахтёром на урановых рудниках. Накопив денег стал фермером, выращивающим клубнику.
11 ноября 1975 года британский генерал-губернатор Джон Керр, действуя в качестве официального представителя британской королевы Елизаветы II, отправил в отставку социал-демократическое правительство премьер-министра Гофа Уитлэма. В результате в австралийском обществе стали нарастать настроения в пользу более независимого курса страны по отношению к метрополии. Алекс Брэкстоун, убежденный монархист, объяснил свои сепаратистские действия желанием «противостоять тревожным республиканским поползновениям и встать на защиту исконных прав британской короны». «Этот крохотный кусочек Австралии под моим управлением навеки останется частью Британской империи», — заявил Алекс Брэкстоун средствам массовой информации.
В 1999 году Алекс Брэкстоун за нелегальное владение огнестрельным оружием по решению суда экспатриировался в Соединенное Королевство Великобритании и Северной Ирландии и больше в Австралии не бывал. Доверенные лица от имени Брэкстоуна продолжают активно эксплуатировать его рекреационный потенциал.

## Экономика

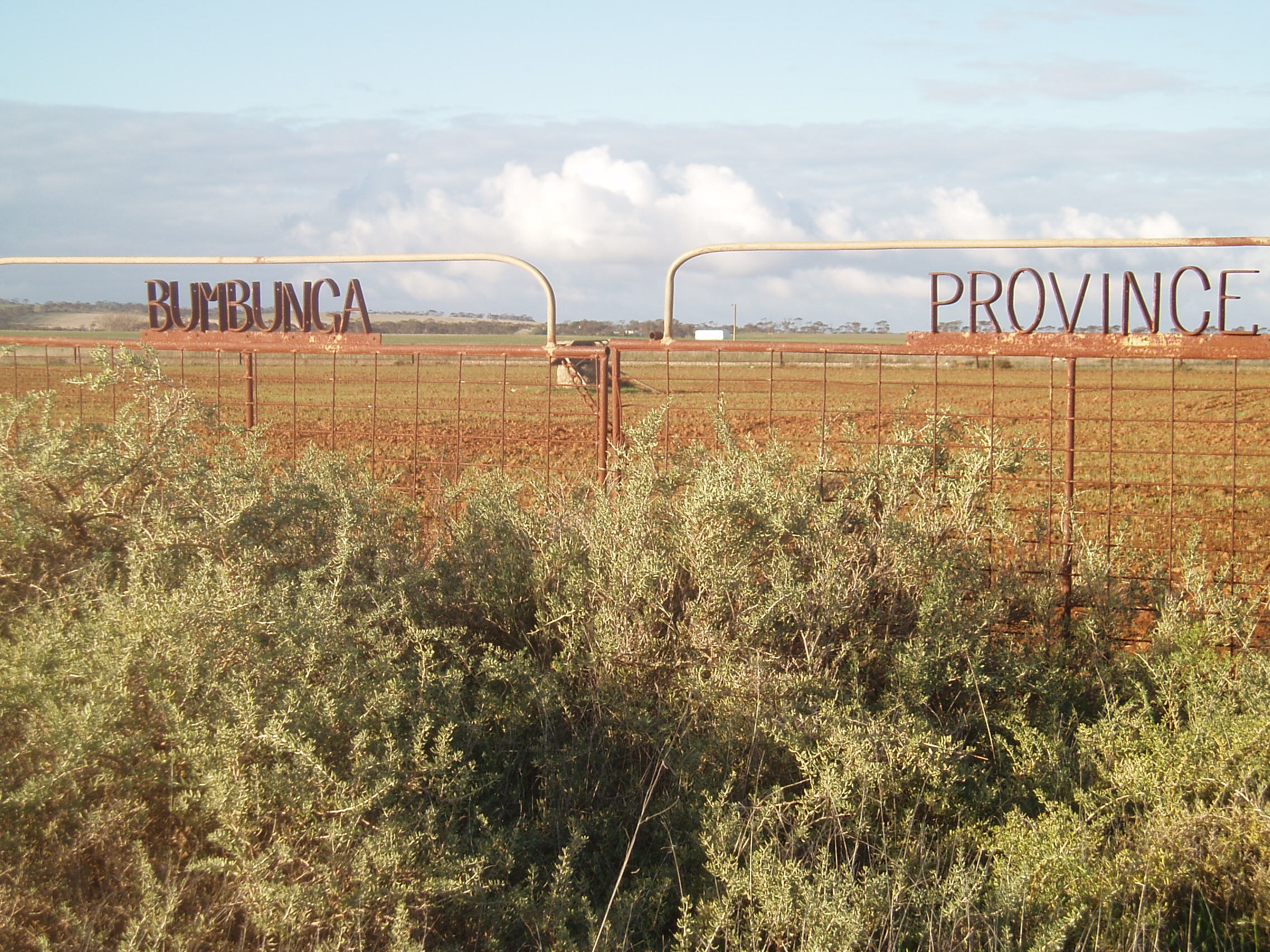
Въезд в Провинцию Бумбунга с юго-запада.

С целью привлечения туристов самопровозглашённый губернатор Алекс Брэкстоун придал своим клубничным полям географические очертания Великобритании (без Северной Ирландии). Его идея состояла в том, чтобы сделать из Бумбунги центр для проведения свадебных церемоний в чисто английском стиле. Он выписал из Великобритании тонны земли из разных графств, чтобы участники церемоний бракосочетания могли сыпать ею в разные стороны по ходу протокольных событий. Таможенная служба Австралии не впустила контейнеры с землей по соображениям фитосанитарного контроля.
Вскоре, во время засухи погибли 50 тысяч клубничных кустов Бумбунги.

Почтовая марка Бумбунги с купонами, посвящённая королевской свадьбе принца Уэльского Чарльза и леди Дианы Спенсер (1981)

В период с 1980 года по 1987 год самопровозглашённый губернатор Брэкстоун выпустил 15 серий почтовых марок на британские роялистские темы. Другие популярные темы — борьба с распространением ядерного оружия и поддержка гуманитарных ценностей. Поправки к законам об инвестициях и по налоговому обложению значительно снизили доходность почтовых марок.

## Туризм
Бывшие клубничные поля Бумбунги расположены около винокурен графства Клэр.
Гости Бумбунги останавливаются в гольф-отеле Clare Country Club на берегу озера Йнчикин. Другой отель, Inn Clare Central расположен в двух километрах от винокурни Кнэппстейн и сделан в «сельском стиле».

## Название
Название Провинции имеет цирковые корни: якобы так звали любимую некогда Брэкстоуном обезьяну-шимпанзе.

## Флаг
На флаге Бумбунги синей точкой обозначено местоположение государства.